# Гастролобиум
Гастролобиум (лат. Gastrolobium) — род растений семейства Бобовые (Fabaceae), включающий в себя более 100 видов, произрастающих в Австралии. Подавляющее большинство видов являются эндемиками штата Западная Австралия, только два вида встречаются в северной и центральной Австралии.
Значительное число видов рода накапливает фторацетат натрия (англ. Sodium fluoroacetate) — ключевой компонент яда, известного под общим названием «1080», который вызвал смерть акклиматизированных животных в 40-е годы XIX века в Западной Австралии.

## Таксономия
В 30-е и 40-е годы XX века Чарльз Гарднер и Гарольд Уильям Беннеттс выполнили важнейшую работу по определению прочих видов гастролобиума в Западной Австралии. В результате проделанной работы в 1956 году вышло в свет издание «The Toxic Plants of Western Australia».
Некоторые виды из родов Jansonia, Nemcia и Brachysema были включены в род Гастролобиум (Gastrolobium) в результате публикации монографии Чандлера в 2002 году. Также, со времени описания в 40-х годах XIX века, некоторые виды были первоначально отнесены к роду Gastrolobium, затем к Oxylobium, а потом возвращены в Gastrolobium.

## В литературе
В романе Жюль Верна «Дети капитана Гранта» животные погибнут от подложенного в фураж Gastrolobium grandiflorum.